# Copa Colsanitas 2018
Copa Colsanitas Santander 2018 (також відомий під назвою Claro Open Colsanitas 2018 за назвою спонсора) — жіночий тенісний турнір, що проходив на відкритих кортах з ґрунтовим покриттям Centro de Alto Rendimiento в Боготі (Колумбія). Це був 21-й за ліком Copa Colsanitas. Належав до категорії International в рамках Туру WTA 2018. Тривав з 9 до 15 квітня 2018 року.

## Призові очки і гроші

### Розподіл очок
| Дисципліна       | П   | Ф   | ПФ  | ЧФ | 1/8 | 1/16 | Q   | Q2  | Q1  |
| Одиночний розряд | 280 | 180 | 110 | 60 | 30  | 1    | 18  | 12  | 1   |
| Парний розряд    | 280 | 180 | 110 | 60 | 1   | Н/Д  | Н/Д | Н/Д | Н/Д |

### Розподіл призових грошей
| Дисципліна       | П       | Ф       | ПФ      | ЧФ     | 1/8    | 1/16   | Q2     | Q1   |
| Одиночний розряд | $43,000 | $21,400 | $11,500 | $6,175 | $3,400 | $2,100 | $1,020 | $600 |
| Парний розряд*   | $12,300 | $6,400  | $3,435  | $1,820 | $960   | Н/Д    | Н/Д    | Н/Д  |

*на пару

## Учасниці основної сітки в одиночному розряді

### Сіяні
| Країна    | Гравчиня             | Рейтинг1 | Сіяна |
| --------- | -------------------- | -------- | ----- |
| Німеччина | Татьяна Марія        | 61       | 1     |
| Польща    | Магда Лінетт         | 69       | 2     |
| Швеція    | Юганна Ларссон       | 73       | 3     |
| Парагвай  | Вероніка Сепеде Ройг | 81       | 4     |
| Іспанія   | Лара Арруабаррена    | 84       | 5     |
| США       | Алісон Ріск          | 89       | 6     |
| Румунія   | Ана Богдан           | 90       | 7     |
| Австралія | Айла Томлянович      | 96       | 8     |

- 1 Рейтинг подано станом на 2 квітня 2018.

### Інші учасниці
Нижче наведено учасниць, які отримали вайлд-кард на участь в основній сітці:
- Еміліана Аранго
- Марія Херасо Гонсалес
- Марія Каміла Осоріо Серрано

Нижче наведено гравчинь, які пробились в основну сітку через стадію кваліфікації:
- Лізетт Кабрера
- Валентіні Грамматікопулу
- Еліца Костова
- Вікторія Родрігес
- Даніела Сегель
- Рената Сарасуа

### Знялись з турніру
До початку турніру
- Ежені Бушар → її замінила  Георгіна Гарсія Перес
- Сара Еррані → її замінила  Керол Чжао
- Беатріс Аддад Майя → її замінила  Анна Блінкова
- Дарія Касаткіна → її замінила  Тереза Мартінцова
- Франческа Ск'явоне → її замінила  Їсалін Бонавентюре
- Сачія Вікері → її замінила  Ірина Фалконі

### Завершили кар'єру
- Еміліана Аранго

## Учасниці основної сітки в парному розряді

### Сіяні
| Країна   | Гравчиня          | Країна | Гравчиня           | Рейтинг1 | Сіяна |
| -------- | ----------------- | ------ | ------------------ | -------- | ----- |
| Японія   | Нао Хібіно        | Японія | Мію Като           | 100      | 1     |
| Словенія | Даліла Якупович   | Росія  | Ірина Хромачова    | 129      | 2     |
| Іспанія  | Лара Арруабаррена | США    | Алісон Ріск        | 175      | 3     |
| США      | Кейтлін Крістіан  | США    | Сабріна Сантамарія | 176      | 4     |

- Рейтинг станом на 2 квітня 2018.

### Інші учасниці
Нижче наведено пари, які отримали вайлдкард на участь в основній сітці:
- Марія Херасо Гонсалес /  Юліана Лісарасо
- Марія Каміла Осоріо Серрано /  Хессіка Пласас

## Переможниці

### Одиночний розряд
- Анна Кароліна Шмідлова —  Лара Арруабаррена, 6–2, 6–4

### Парний розряд
- Даліла Якупович /  Ірина Хромачова —  Маріана дуке-Маріньйо /  Надя Подороска, 6–3, 6–4